# 刺條鰍
刺條鰍（學名：Nemacheilus spiniferus）為輻鰭魚綱鯉形目條鰍科條鰍屬的其中一種。分布於亞洲婆羅洲西部及西北部淡水流域，體長可達5.5公分，棲息在森林覆蓋，沙石底質的河川底層水域，以昆蟲幼蟲為食，生活習性不明。

## 扩展阅读
維基物種上的相關：刺條鰍